# Grundlage der gesamten Wissenschaftslehre

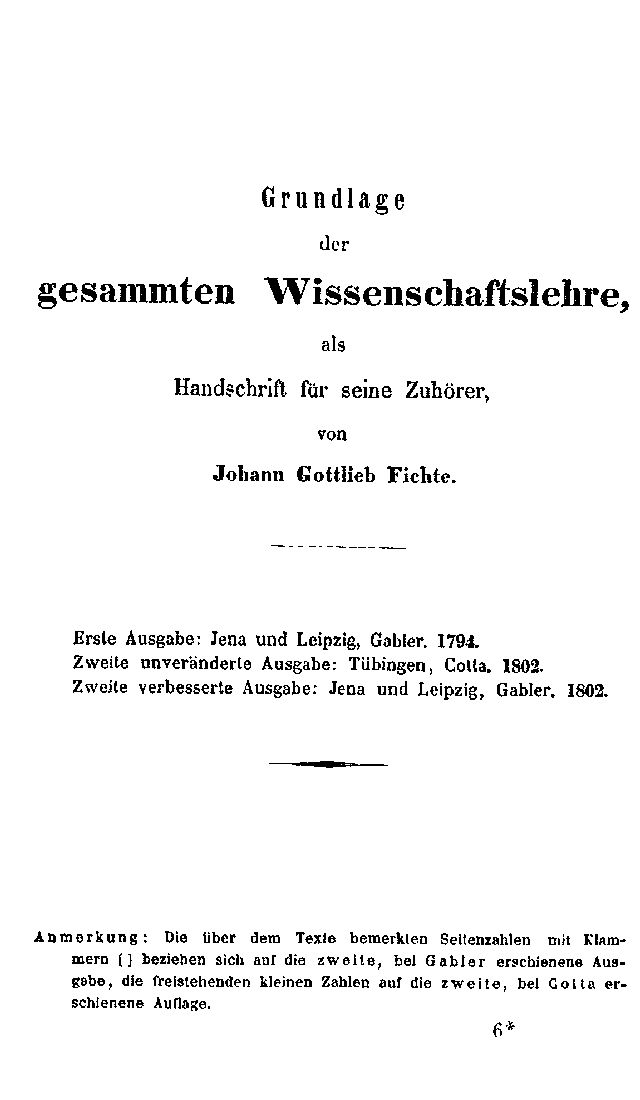
Grundlage der gesamten Wissenschaftslehre, Titelblatt der zweiten verbesserten Ausgabe 1802

Die Grundlage der gesamten Wissenschaftslehre (im Original Grundlage der gesammten Wissenschaftslehre) von 1794/95 ist das systematische Hauptwerk des Philosophen Johann Gottlieb Fichte und eines der zentralen Werke im nachkantischen Idealismus.

## Entstehung
Die Grundlage der gesamten Wissenschaftslehre (GWL) bildet die erste von insgesamt zehn Fassungen der Wissenschaftslehre, die Fichte im Laufe seines Lebens veröffentlichte. Ein Grund, die Wissenschaftslehre immer wieder zu überarbeiten, lag für Fichte sicherlich in der sonderbaren Entstehung der GWL.
Zum Wintersemester 1794/95 wurde Fichte, der durch seinen Versuch einer Kritik aller Offenbarung schlagartig berühmt geworden war, durch eine Empfehlung Goethes, der als Berater der Universität Jena tätig war, überraschend zum Professor berufen. In diesem Semester hielt er die Vorlesung zur Wissenschaftslehre, ohne vorher ein Manuskript ausgearbeitet zu haben. Daher schrieb Fichte die GWL stets vor den einzelnen Sitzungen. Diesen hektischen Schreibstil merkt man der GWL, trotz des Scharfsinns, an.

## Aufbau
Die Grundlage der gesamten Wissenschaftslehre gliedert sich in drei einleitende Grundsätze, einem daraus abgeleiteten theoretischen Teil und einem daraus abgeleiteten praktischen Teil. Typisch für den frühen deutschen Idealismus ist hierbei das systematische, deduktive Vorgehen vom Unbedingten zum Bedingten – also vom Absoluten zur Welt.

### Grundsätze
Erster, schlechthin unbedingter Grundsatz
Der unbedingte Grundsatz der Wissenschaftslehre soll nach Fichte „diejenige Tathandlung ausdrücken, die ... allem Bewusstsein zum Grunde liegt, und allein es möglich macht.“
Der von Fichte geprägte Term Tathandlung meint hier, dass das Ich-begründend „Handelnde und Getane“ dasselbe sind. Fichte findet diese Tathandlung in einem Selbstsetzen des Ich:

"Das Ich setzt sich selbst, und es ist, vermöge dieses bloßen Setzens durch sich selbst; und umgekehrt: Das Ich ist, und es setzt sein Sein, vermöge seines bloßen Seins. - Es ist zugleich das Handelnde, und das Produkt der Handlung; das Tätige, und das, was durch die Tätigkeit hervorgebracht wird; Handlung, und Tat sind Eins und ebendasselbe; und daher ist das: Ich bin Ausdruck einer Tathandlung."

Der unbedingte Grundsatz der Wissenschaftslehre ist also das Ich selbst: Ich = Ich, verstanden als äquivalent zu Ich bin.
Zweiter, seinem Gehalte nach bedingter Grundsatz
Anders als der erste unbedingte Grundsatz kann der zweite Grundsatz nur in Abhängigkeit vom ersten aufgestellt werden. Während der erste Grundsatz das Selbstsetzen zum Thema hatte, behandelt der zweite das Entgegensetzen.

"Es ist ursprünglich nichts gesetzt, als das Ich; und dieses nur ist schlechthin gesetzt. Demnach kann nur dem Ich schlechthin entgegengesetzt werden. Aber das dem Ich entgegengesetzte ist = Nicht-Ich.
So gewiß das unbedingte Zugestehen der absoluten Gewißheit des Satzes: -A nicht = A unter den Tatsachen des empirischen Bewusstseins vorkommt: so gewiß wird dem Ich schlechthin entgegengesetzt ein Nicht-Ich.

Dritter, seiner Form nach bedingter Grundsatz
Der dritte Grundsatz beschäftigt sich mit der gegenseitigen Limitation von Ich und Nicht-Ich. Diese Begrenzung findet nach Fichte wiederum im Ich selbst statt, weshalb man von einem subjektiven Idealismus spricht:

Die Masse dessen, was unbedingt, und schlechthin gewiß ist, ist nunmehr erschöpft; und ich würde sie etwa in folgender Formel ausdrücken: Ich setze im Ich dem teilbaren Ich ein teilbares Nicht-Ich entgegen.
Über diese Erkenntnis hinaus geht keine Philosophie; aber bis zu ihr zurückgehen soll jede gründliche Philosophie; und so wie sie es tut, wird sie Wissenschaftslehre."

Die drei Grundsätze Setzen, Entgegensetzen und Teilen entsprechen den Kategorien der Qualität (Realität, Negation und Limitation), die von Immanuel Kant in der Kritik der reinen Vernunft entwickelt werden.

## Bolzanos Wissenschaftslehre kontrastierend
Eine weitere Wissenschaftslehre entwickelte Bernard Bolzano unter dem Titel „Wissenschaftslehre. Versuch einer ausführlichen und größtentheils neuen Darstellung der Logik mit steter Rücksicht auf deren bisherige Bearbeiter.“ Dieses Logikwerk unterscheidet sich auf der einen Seite von dem Fichte’schen Werk darin, dass Bolzano rein das wissenschaftliche Wissen thematisiert, während Fichte jegliches menschliche Wissen untersucht. Auf der anderen Seite fokussiert Fichte die Bedingungen der Möglichkeit des Wissens, während Bolzano die logischen Regeln der Wissenschaften im Blick hat.

## Sekundärliteratur
- Peter Baumanns: Fichtes ursprüngliches System: sein Standort zwischen Kant und Hegel, Stuttgart-Bad Cannstatt: Frommann-Holzboog, 1972–
- Otto A. Böhmer: Faktizitaet und Erkenntnisbegruendung : e. Unters. zur Bedeutung d. Fakt. in d. frühen Philosophie J. G. Fichtes, Frankfurt [Main]: R. G. Fischer, 1979–
- Eberhard Braun: Die Transzendentale Selbstreflexion des Wissens: Gegenstand und Methode der Wissenschaftslehre J. G. Fichtes, Tübingen (Diss.) 1972.
- Michael Brüggen: Fichtes Wissenschaftslehre: das System in der seit 1801/02 entstandenen Fassungen, Hamburg: Meiner, 1979.
- Wolfgang Class / Alois K. Soller: Kommentar zu Fichtes Grundlage der gesamten Wissenschaftslehre, Rodopi, Amsterdam-New York 2004
- Katja Crone: Fichtes Theorie konkreter Subjektivität: Untersuchungen zur "Wissenschaftslehre nova methodo", Göttingen: Vandenhoeck & Ruprecht, 2005.
- Wilhelm G. Jacobs: Wissenschaftslehre. In: Hans Jörg Sandkühler (Herausgeber): Enzyklopädie Philosophie. Felix Meiner Verlag. Hamburg 2010. ISBN 978-3-7873-1999-2. Band 3. Seite 3036–3038.
- Walter Jaeschke, Andreas Arndt: Fichtes Weiterbildung der Wissenschaftslehre. In: Geschichte der Philosophie. Band 9/2. C.H. Beck. München 2013. Seite 43–47.
- Wolfgang Janke: Johann Gottlieb Fichtes "Wissenschaftslehre 1805": methodisch-systematischer und philosophiegeschichtlicher Kommentar, Darmstadt: Wiss. Buchges., 1999.
- Jörg-Peter Mittmann: Das Prinzip der Selbstgewißheit. Fichte und die Entwicklung der Nachkantischen Grundsatzphilosophie, Bodenheim : Athenäum.Hain.Hanstein, 1993.
- Hans-Jürgen Müller: Subjektivität als symbolisches und schematisches Bild des Absoluten: Theorie der Subjektivität und Religionsphilosophie in der Wissenschaftslehre Fichtes, Königstein/Ts. : Athenaeum, 1980.
- Christian Schäfer: Grundlage der gesammten Wissenschaftslehre. In: Kindlers Neues Literaturlexikon. Band 5. Kindler Verlag. München. ISBN 3-463-43200-5. Seite 543–544.
- Andreas Schmidt: Der Grund des Wissens: Fichtes Wissenschaftslehre in den Versionen von 1794/95, 1804/II und 1812, Paderborn: Schöningh, 2004.
- Karl Schuhmann: Die Grundlage der Wissenschaftslehre in Ihrem Umrisse. Zu Fichtes „Wissenschaftslehren“ von 1794 und 1810. 1968.
- Günter Schulte: Die Wissenschaftslehre des späten Fichte, Frankfurt am Main: Klostermann, 1971.
- Ingeborg Schüßler: Die Auseinandersetzung von Idealismus und Realismus in Fichtes Wissenschaftslehre: Grundlage der Gesamten Wissenschaftslehre 1794/5; zweite Darstellung der Wissenschaftslehre 1804, Köln (Diss.) 1969.
- Ulrich Schwabe: Individuelles und Transindividuelles Ich. Die Selbstindividuation reiner Subjektivität und Fichtes Wissenschaftslehre. Mit einem durchlaufenden Kommentar zur Wissenschaftslehre nova methodo Paderborn u. a. 2007
- Katja V. Taver: Johann Gottlieb Fichtes Wissenschaftslehre von 1810: Versuch einer Exegese, Rodopi, Amsterdam 1999.
- Christian Friedrich Böhme, Kommentar über und gegen den ersten Grundsatz der Fichtischen Wissenschaftslehre nebst einem Epilog wider das Fichtisch-idealistische System, Neudruck der Ausgabe Altenburg 1802, hrsg., eingeleitet und mit Anmerkungen versehen von Wolfgang Class und Alois K. Soller, Verlag Senging, Saldenburg 2005, ISBN 3-9810161-0-6.